# 劉威廷
劉威廷（英語：Liu Wei-ting，1995年1月6日—）是台灣男子跆拳道運動員。
他代表台灣參加2016年夏季奧林匹克運動會80公斤級賽事，最終於八強賽敗給突尼西亞的烏薩馬·歐斯拉地。2017年參加台北世大運，與何嘉欣、黃鈺仁、楊宗燁代表中華隊在跆拳道男子團體賽奪得銀牌。現為國立臺灣體育運動大學跆拳道專任教練。

## 外部連結
- 劉威廷的Instagram帳戶